# Santomato
Santomato è una località del comune di Pistoia posto a circa  5 km dal centro urbano.
Il nome deriva dal monastero di San Tommaso, qui fondato dall'abate Tao, all'epoca di Carlo Magno. Da San Tommaso il nome è cambiato in San Thomé, Sant'homato, San Amato, San Mato e infine Santomato.
Molto famosa è la Villa di Celle, un museo all'aperto di arte contemporanea famosa in tutto il mondo per le sue opere.

## Clima
Dati:https://www.sir.toscana.it/
| Santomato          | Gen | Feb  | Mar  | Apr  | Mag  | Giu  | Lug  | Ago  | Set  | Ott  | Nov  | Dic  |
| ------------------ | --- | ---- | ---- | ---- | ---- | ---- | ---- | ---- | ---- | ---- | ---- | ---- |
| T. max. media (°C) | 9,9 | 11,0 | 14,6 | 18,9 | 23,6 | 28,1 | 32,0 | 32,3 | 28,4 | 21,5 | 14,8 | 10,9 |
| T. min. media (°C) | 1,3 | 2,0  | 4,9  | 7,6  | 10,7 | 13,5 | 16,1 | 15,9 | 12,7 | 9,1  | 5,6  | 2,5  |